# Tangara à col d'or
Iridosornis jelskii
Espèce
Statut de conservation UICN

 LC  : Préoccupation mineure
Le Tangara à col d'or (Iridosornis jelskii) est une espèce de passereaux appartenant à la famille des Thraupidae.

## Répartition
On le trouve en Bolivie et au Pérou.

## Habitat
Il vit dans les zones humides des montagnes tropicales et subtropicales.

## Sous-espèces
D'après Alan P. Peterson, il en existe 2 sous-espèces :
- Iridosornis jelskii bolivianus Berlepsch 1912
- Iridosornis jelskii jelskii Cabanis 1873